# TV 1000
TV 1000 var en svensk betalkanal i TV, ägd av MTG:s Viasat, som mestadels sände långfilmer, barnprogram och boxning, nattetid även pornografi. Kanalen startade den 27 augusti 1989. Sedan 1995 har den också haft systerkanaler som under årens lopp blivit allt fler till antalet.
TV 1000-kanalerna innehåller ingen reklam, utan finansieras uteslutande av abonnemangavgifter och säljs som premiumkanaler av operatörerna.

## Historik

### Lanseringen
TV 1000 lanserades ursprungligen i Sverige men kom sedan även till Danmark och Norge, samt, ytterligare ett par år senare, till Finland. Under en stor del av 1990-talet hade TV 1000 problem att gå ihop finansiellt. I syfte att vända sina förlustsiffror till en ekonomisk vinst, skedde vid upprepade tillfällen förhandlingar med den lika förlusttyngda konkurrenten Filmnet om sammanslagning. Trots de upprepade försöken lyckades man aldrig komma överens. TV 1000 slogs dock ihop med den svenska filmkanalen SF Succé i september 1991.

### Första systerkanalen Cinema
I februari 1995 införde TV 1000 en systerkanal vid namn TV 1000 Cinema, senare omdöpt till endast Cinema. Innehållet i Cinema liknade det som visades på TV1000. Vid lanseringen hade ägarna problem att få in kanalen i de analoga kabelnäten, och i november 1995 lade Kinnevik ner en annan av sina filmkanaler, Film Max, för att underlätta för Cinemas expansion i näten. 
I och med digitaliseringen fick såväl TV 1000 som Cinema två timeshift-kanaler med samma tablåer som huvudkanalerna — men med en respektive två timmars fördröjning. Namnen på dessa kanaler blev TV 1000 2, TV 1000 3, Cinema 2 och Cinema 3.

### Nischade kanaler
Den 1 september 2004 genomförde TV 1000 en större omdaning av sina kanaler. Cinema och tre av timeshift-kanalerna försvann, och istället lanserades fyra genrenischade kanaler, utöver moderkanalen och den kvarvarande timeshift-kanalen.
- TV 1000 Plus One (+1), ersatte TV1000 2, och förblev en timeshift-kanal. I augusti 2010  blev systerkanalen borttagen på grund av ointresse.
- TV 1000 Family, ersatte TV1000 3. Barn- och familjefilmer, samt komedier.
- TV 1000 Action, ersatte Cinema 1. Action-, thriller- och skräckfilmer under kvällstid, dramafilmer under dagtid, och under nattetid pornografiska filmer.
- TV 1000 Nordic, ersatte Cinema 2. Skandinavisk film.
- TV 1000 Classic, ersatte Cinema 3. Äldre filmer.
- TV 1000 Drama, dramafilmer.

### Östeuropeiska systerkanaler
Vid mitten av 2000-talet påbörjade MTG en expansion på den östeuropeiska marknaden, vilket bland annat innebar att TV 1000 lanserades i flera andra länder.
I början av år 2004 lanserades TV1000 East i Litauen, Lettland, Estland, Ryssland, Ukraina, Moldavien och Vitryssland. I oktober 2005 lanserades den ryska kanalen TV1000 Russkoe Kino (ТВ1000 Русское Кино). I mars 2007 lanserades en polsk variant av kanalen (TV1000 polen). I augusti 2010  blev systerkanalen TV1000 Plus One (+1) borttagen på grund av ointresse.

### Viasat Film
Den 1 mars 2012 döptes TV1000 om till Viasat Film. Viasat Film innehåller ett antal nischade systerkanaler med olika målgrupper och inriktning:
- Viasat Film och Viasat Film HD
- Viasat Film Action och Viasat Film Action HD
- Viasat Film Nordic och Viasat Film Nordic HD
- Viasat Film Family och Viasat Film Family HD
- Viasat Film Drama och Viasat Film Drama HD
- Viasat Film Classic

Den 23 april 2014 togs Viasat Film Nordic och Viasat Film Nordic HD bort, Denna kanal ersattes av Viasat Film Comedy och Viasat Film Comedy HD. Samma dag fick även Viasat Film Action och Viasat Film Action HD mindre sändningstid. Denna dag togs även Viasat Film Drama HD bort från utbudet.
Ytterligare förändringar gjordes den 10 november 2015. Viasat Film Classic och Viasat Film Drama lades ner och ersattes av Viasat Film Hits. Samtidigt lanseras TV-seriekanalen Viasat Series. Viasat Film Family fick samtidigt sändningstiden begränsad till 19.00-06.00 och sänder inte längre i HD.

## Distribution
De svenska kanalerna distribuerades via Viasatkanalerna och fanns även hos kabel-tv-operatörer som Com Hem, Tele2Vision, och SPA samt via IPTV hos Telia, där kanalerna låg i ett eget paket. 2004 lanserade även Bredbandsbolaget kanalerna via sitt bredbandsnät.

## Profiler
- Gry Forssell
- Ylva Maria Thompson

## Egna produktioner
- Hilbur & Co

### Fotnoter
1. ↑  Information om tillstånd - Viasat Film, Viasat Film Classic, Viasat Film Family, Viasat Film Action Arkiverad 6 februari 2016 hämtat från the Wayback Machine., Myndigheten för radio och TV
2. ↑  Information om tillstånd - Viasat Film HD Arkiverad 6 februari 2016 hämtat från the Wayback Machine., Myndigheten för radio och TV
3. ↑  ”Modern Times Group”. Arkiverad från originalet den 14 december 2010. https://web.archive.org/web/20101214042620/http://www.mtg.se/sv/Spridning/Sverige/. Läst 30 mars 2011.
4. ↑  ”Arkiverade kopian”. Arkiverad från originalet den 23 november 2012. https://web.archive.org/web/20121123153342/http://www.mtg.se/sv/medier/pressmeddelanden/mtg-lanserar-nya-varumarket-viasat-film-samt-4-nya-hd-kanaler/. Läst 9 januari 2012.
5. ↑  ”Viasat Film Comedy starter i slutningen af april”. Digitalt.tv. 2 mars 2014. http://digitalt.tv/viasat-film-comedy-starter-slutningen-af-april/.
6. ↑  ”MTG LANSERAR TVÅ NYA KANALER”. Viasat. 9 oktober 2015. http://www.mynewsdesk.com/se/viasat_sverige/pressreleases/mtg-lanserar-tvaa-nya-kanaler-1231284.
7. ↑  ”Kanalförändringar i Viasats filmkanaler”. Viasat. Arkiverad från originalet den 27 januari 2016. https://www.webcitation.org/6erDDF9BE?url=https://www.viasat.se/nya-filmkanaler.